# Sveučilište u Trnavi
Sveučilište u Trnavi (slk. Trnavská univerzita v Trnave, lat. Universitas Tyrnaviensis) je slovačka visokoobrazovna institucija sa sjedištem u Trnavi. Povijest visokog obrazovanja u gradu započela je još 1635. s osnivanjem isusovačke škole, ali je suvremeno sveučilište osnovano tek 1992. godine.

## Fakulteti
- Fakultet filozofije i umjetnosti
- Učiteljski fakultet
- Pravni fakultet
- Fakultet zdravstva i socijalne skrbi
- Bogoslovni fakultet

## Vanjske poveznice
- Službena stranica